# Шмидт, Ханс
Ханс Йоахим Герман Шмидт (нем. Hans Joachim Hermann Schmidt; 28 апреля 1877 — 5 июня 1948) — немецкий офицер, участник Первой и Второй мировых войн, генерал пехоты, кавалер Рыцарского креста с Дубовыми листьями.

## Начало военной карьеры
В июле 1895 года поступил на военную службу фанен-юнкером (кандидат в офицеры) в пехотный полк. С октября 1896 года — лейтенант, с сентября 1906 года — старший лейтенант, с октября 1912 года — капитан.

## Первая мировая война
Командовал пехотным батальоном. С апреля 1917 года — майор. Награждён Железными крестами обеих степеней и Рыцарским крестом дома Гогенцоллернов.

## Между мировыми войнами
Продолжил службу в рейхсвере. С декабря 1926 года — полковник, с октября 1929 года — генерал-майор. В январе 1931 года — уволен с военной службы с присвоением звания генерал-лейтенанта.

## Вторая мировая война
С августа 1939 года — вновь на военной службе, командир 260-й пехотной дивизии (на границе с Францией).
В мае - июне 1940 года — участвовал во Французской кампании. Награждён планками к Железным крестам обеих степеней (повторное награждение).
С 22 июня 1941 года — участвовал в германо-советской войне. Бои в Белоруссии, затем на Московском направлении. В сентябре 1941 года — награждён Рыцарским крестом.
С января 1942 года — командующий 9-м армейским корпусом. С февраля 1942 года — в звании генерал пехоты. В ноябре 1942 года — награждён Золотым немецким крестом.
В ноябре 1943 года — уволен с военной службы, награждён Дубовыми листьями к Рыцарскому кресту.
21 июля 1944 года, после покушения на Гитлера (20 июля 1944) — вновь призван на военную службу, назначен командующим 5-м военным округом. С ноября 1944 года — командующий 24-й армией (в предгорье Альп). После капитуляции Германии взят в американский плен, отпущен в 1947 году.

## Награды
- Железный крест (1914) 2-го и 1-го класса (Королевство Пруссия)
- Орден Прусской короны 4-го класса (Королевство Пруссия)
- Королевский орден Дома Гогенцоллернов рыцарский крест с мечами (Королевство Пруссия)
- Орден «За военные заслуги» 4-го класса с мечами и короной (Королевство Бавария)
- Орден Альбрехта рыцарский крест 2-го класса (Королевство Саксония)
- Орден «За военные заслуги» рыцарский крест (Королевство Вюртемберг)
- Орден Фридриха рыцарский крест 1-го класса с мечами (Королевство Вюртемберг)
- Крест «За выслугу лет» 1-го класса (Королевство Вюртемберг)
- Ганзейский крест Гамбурга
- Крест «За военные заслуги» 3-го класса с воинским отличием (Австро-Венгрия)
- Почётный крест Первой мировой войны 1914/1918 с мечами
- Медаль «За выслугу лет в вермахте» с 4-го по 1-й класс
- Пряжка к Железному кресту 2-го класса (31 декабря 1939)
- Пряжка к Железному кресту 1-го класса (4 июля 1940)
- Медаль «За зимнюю кампанию на Востоке 1941/42»
- Немецкий крест в золоте (6 ноября 1942)
- Рыцарский крест Железного креста с дубовыми листьями
  - рыцарский крест (22 сентября 1941)
  - дубовые листья (№ 334) (24 ноября 1943)